# Дирк Халс
Дирк Халс (хол. Dirck Hals; Харлем, 19. март 1591 — Харлем, 17. мај 1656) је био холандски сликар и брат Франса Халса.

## Живот
Дирк Халс је млађи брат Франса Халса и трећи син од Франхојса Франса Халса (Franchoys Fransz Hals) ткача из Мехелна, и његове супруге Адриентген ван Гертенрик (Adriaentgen van Geertenryck) из Антверпена, која се након уписа у књиге венчаних звала Адријана Халс. Она је била удовица једног шнајдера Хенрика Тилманса (Henrick Thielmans).
Дирк Халс је имао два старија брата, обојица су били рођени у Антверпену и обојица су били сликари, попут Дирка: Франс Халс (1580/85 – 1666) у чијој ће сликарској сенци Дирк стајати читав свој живот, и средњи брат Јост Халс 1584 – 1626 (Joost Hals).
Породица Халс се преселила у северну Холандију у августу 1585. пре него што је Антверпен пао под власт војводе од Парме. Прво спомињање и докази о пресељењу породице Халс, утврђује се након крштења Дирка 19. марта 1591. у реформаторској цркви у Харлему. Са тим уписом у књигу крштених у реформаторској цркви, је и прво спомињање Дирка Халса. Прве часове сликарства Дирк је добио код свог једанаест година старијег брата Франса, који је 1610. године примљен у чланство сликарског удружења „Св. Лукас“. Велики утицај на Дирка остављају два позната сликара Есајас ван де Велде (Esaias van de Velde) и Вилем Питерсон Бујтевех (Willem Pietersz Buytewech). О средњем брату Јост Халсу се јако мало зна, а једино што се зна то је да је он сам себе прозвао сликаром.

## Служба и стварање породице
Већи део живота Дирк је провео у свом родном граду Харлему. Од 1618. до 1624. године Дирк је служио је у другој чети као трећи каплар, односно десетар у стрељачком удружењу које се звало „Св. Ђорђе“, где је такође од 1615. служио и његов брат Франс.
Од 1618. па све до 1626. био је члан удружења „Реторичара“ где је и његов брат Франс такође припадао. Дирк Халс је тек 1627. примљен у удружење „Св. Лукас“. Оженио се 1620. или 1621. Агнетом или Агниесјом Јансдр (Agnete Jansdr) и у наредних четрнаест година рођено је седморо деце у њиховој породици. Једини син међу њима, Антоније Халс (Antonie Hals 1621–1691) је такође постао сликар. Каријеру је отпочео као портретиста и женр сликар у Амстердаму, где је постао самосталан, и тек од 21. јуна 1652. почео је да се редовно спомиње у историјским изворима.

## Селидба за Лајден
Од 1641. до 1643. и 1648. Дирк Халс је живео у Лајдену, у Холандији. Пред саму селидбу Дирк је изнајмио једну кућу у Лајдену 22. фебруара 1641. и ту се упознао са амстердамским сликаром и препродавцем слика Питер Јансц ван ден Бош (Pieter Jansz van den Bosch 1613–1663) који се такође настанио у Лајден, а са Дирком је учествовао у неким заједничким, сликарским пословима. У Лајдену је Дирку више пута заплењивана имовина због неплаћања кирије. Дирк је, као и његов брат Франс, био често у новчаним потешкоћама, иако је још за време свога живота важио за једног од цењенијих и поштованијих сликара у Харлему, као и изван Харлемских граница.

Дирк Халс је умро 17. маја 1656. претпоставља се у Харлему, пошто Диркова породица након његове смрти није затражила новчану помоћ за погреб од града Лајдена. Сахрањен је на црквеном гробљу, цркве која се звала Бегијнхофкерк (Begijnhofkerk).